# Lincoln Parish
Lincoln Parish (franska: Paroisse de Lincoln) är ett administrativt område, parish, i delstaten Louisiana, USA. År 2010 hade området 46 735 invånare. Den administrativa huvudorten är Ruston.

## Geografi
Enligt United States Census Bureau har countyt en total area på 1 233 km². 1 221 av den arean är land och 2 km² är vatten.

### Angränsande områden
- Union Parish - norr
- Ouachita Parish - öster
- Jackson Parish - söder
- Bienville Parish - sydväst
- Claiborne Parish - nordväst